# Högste musfångare för regeringen
Högste musfångare för Storbritanniens regering (engelska: Chief Mouser to the Cabinet Office) är den officiella titeln på den tjänstgörande katten på 10 Downing Street, residens och kontor för Storbritanniens premiärminister i London. Enligt traditionen har det funnits en katt som varit anställd av den brittiska regeringen som musfångare och husdjur sedan 1500-talet, även om moderna uppgifter bara går tillbaka till 1920-talet. Trots att andra katter har tjänstgjort på Downing Street, var Larry den första som fick den officiella titeln "Högste musfångare" av den brittiska regeringen 2011. Andra katter har fått denna titel av tillgivenhet, vanligtvis av den brittiska pressen. År 2004 visade en studie att väljarnas uppfattning om katten delvis påverkades av deras partitillhörighet.

## Historia

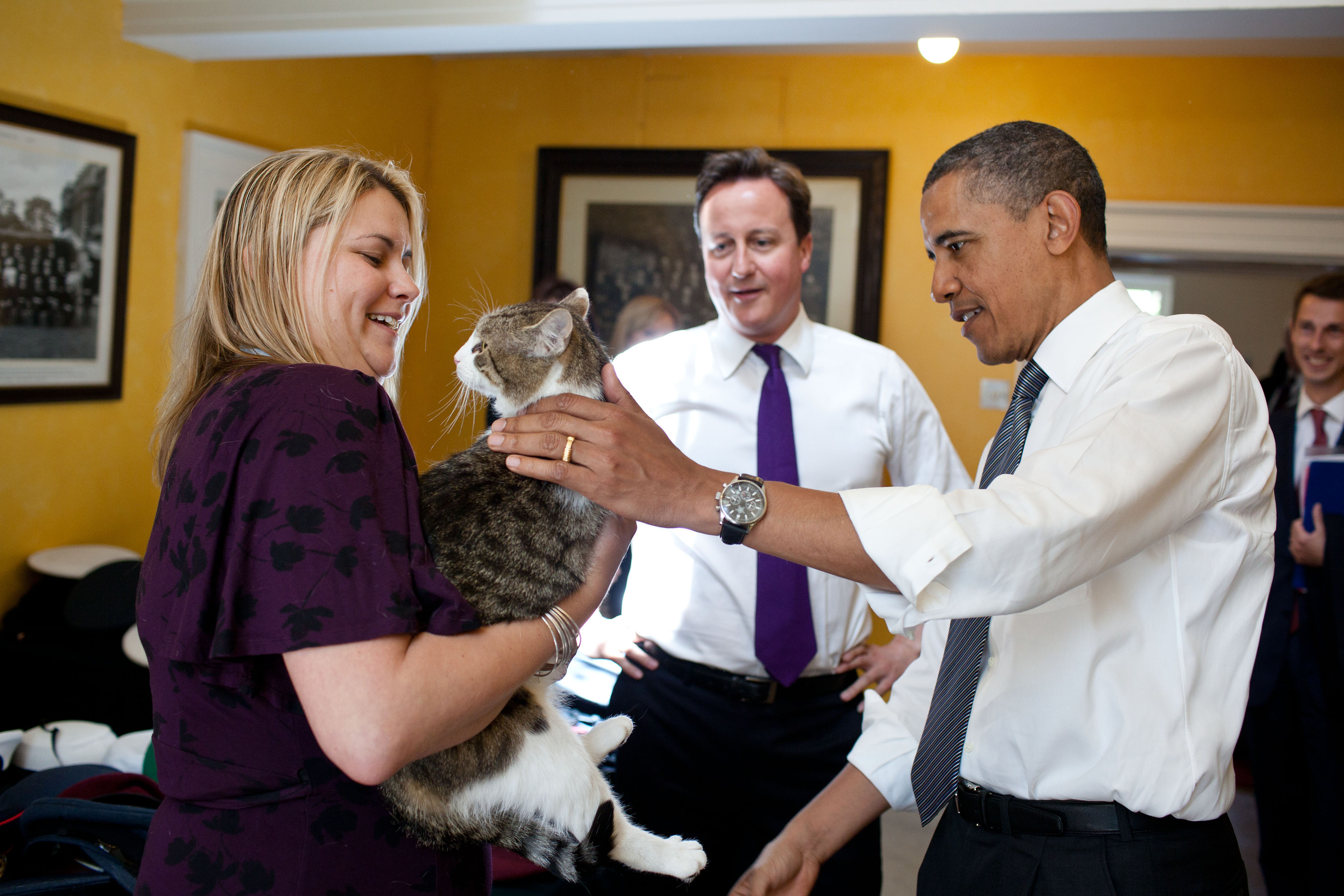
Larry 2011 med premiärminister David Cameron och USA:s president Barack Obama.

Det finns bevis för att en katt fanns i den engelska regeringen från Henrik VIII:s regeringstid, då kardinal Thomas Wolsey placerade sin katt vid sin sida när han agerade som lordkansler. Officiella dokument som släpptes till allmänheten den 4 januari 2005 som en del av Freedom of Information Act 2000 går bara tillbaka till den 3 juni 1929, när A.E. Banham vid finansdepartementet gav kontorsinnehavaren tillstånd "att spendera 1 pence om dagen från småpengar till underhåll av en effektiv katt". I april 1932 ökade bidraget till 1 shilling 6 pence (18 pence) per vecka (lite mer än 2,57 pence per dag). På 2000-talet kostade katten 100 pund per år. Katterna tillhör inte nödvändigtvis den sittande premiärministern, och det är sällsynt att katternas mandatperioder sammanfaller med en premiärministers. Den katt som har varit längst på Downing Street är Peter III, som tjänstgjorde i över 16 år under fem olika premiärministrar: Clement Attlee, Winston Churchill, Anthony Eden, Harold Macmillan och Alec Douglas-Home.
Posten har innehafts av Larry sedan 2011, den första som fick titeln officiellt. Den tidigare innehavaren Sybil avgick i januari 2009. Sybil, som tillträdde sin tjänst den 11 september 2007, var den första musfångaren på tio år efter att hennes företrädare Humphrey gick i pension 1997. Sybil ägdes av den dåvarande finansministern Alistair Darling, som bodde på 10 Downing Street medan den dåvarande premiärministern Gordon Brown bodde på den större 11 Downing Street. Det rapporterades att Sybil inte stannade i London, och skickades tillbaka till Skottland för att bo hos en vän till Darlings. Sybil avled den 27 juli 2009.
I januari 2011 sågs råttor på Downing Street, "springa över trapporna till Nr 10 Downing Street för andra gången under ett TV-nyhetsinslag", enligt ITN. Trots att det inte fanns någon musfångare vid tidpunkten, sa premiärministerns talesman att det inte fanns "några planer" på att skaffa en katt. Dagen därpå rapporterade tidningarna att talesmannen hade sagt att det fanns en "pro-cat-fraktion" inom Downing Street, vilket ledde till spekulationer om att en ersättare till Sybil faktiskt skulle kunna anskaffas. Den 14 februari 2011 rapporterades det att katten Larry hade tagits in för att ta itu med problemet. Katten valdes ut av David Cameron och hans familj, från katthemmet Battersea Dogs & Cats Home.
Katterna har tidigare överlappat varandra, eller fasats in, även om positionen kan vara vakant under längre perioder. Larry är den enda som är listad på den officiella webbplatsen för Nummer 10.

## Partipolitisk studie
År 2004 rapporterade Robert Ford, statsvetare vid University of Manchester, om en YouGov-undersökning om partipolitiska reaktioner på Downing Street-katterna. Deltagarna i undersökningen fick se en bild på Humphrey, Högste musfångaren som Margaret Thatcher utsett, och fick veta att han antingen var Thatchers katt eller Tony Blairs katt. Sympatin för katten delades upp längs partilinjer: Konservativa väljare gillade katten mycket mer när de fick höra att han var Thatchers och Labourväljare väljare gillade katten mycket mer när de fick höra att han var Blairs. Ford drar slutsatsen att partitillhörighet formar reaktioner på allt en politiker gör, hur trivialt det än är, liknande haloeffekten (och en omvänd "forked tail-effekt") som observerats av psykologer.

## Lista över Högste musfångare
| Namn                                               | Påbörjade tjänstgöring | Slutade tjänstgöring | Premiärminister                                                                           | Referenser           |
| -------------------------------------------------- | ---------------------- | -------------------- | ----------------------------------------------------------------------------------------- | -------------------- |
| Rufus av England (populärt kallad "Treasury Bill") | 1924                   | ca 1930              | Ramsay MacDonald                                                                          | [ 24 ]               |
| Peter                                              | 1929                   | 1946                 | Stanley Baldwin, Ramsay MacDonald, Neville Chamberlain, Winston Churchill, Clement Attlee | [ 6 ] [ 10 ]         |
| Munich Mouser                                      | 1937–40                | 1943                 | Neville Chamberlain, Winston Churchill                                                    | [ 25 ] [ 26 ]        |
| Nelson                                             | 1940-talet             | 1940-talet           | Winston Churchill                                                                         | [ 26 ] [ 27 ]        |
| Peter II                                           | 1946                   | 1947                 | Clement Attlee                                                                            | [ 6 ]                |
| Peter III                                          | 1947                   | 1964                 | Clement Attlee, Winston Churchill, Anthony Eden, Harold Macmillan, Alec Douglas-Home      | [ 6 ]                |
| Peta                                               | 1964                   | ca 1976              | Alec Douglas-Home, Harold Wilson, Edward Heath                                            | [ 6 ]                |
| Wilberforce                                        | 1973                   | 1987                 | Edward Heath, Harold Wilson, Jim Callaghan, Margaret Thatcher                             | [ 28 ] [ 29 ]        |
| Humphrey                                           | 1989                   | 1997                 | Margaret Thatcher, John Major, Tony Blair                                                 | [ 30 ]               |
| Sybil                                              | 2007                   | 2009                 | Gordon Brown                                                                              | [ 15 ] [ 16 ] [ 31 ] |
| Larry                                              | 2011                   | nuvarande            | David Cameron, Theresa May, Boris Johnson, Liz Truss, Rishi Sunak, Keir Starmer           | [ 32 ]               |
| Freya                                              | 2012                   | 2014                 | David Cameron                                                                             | [ 33 ]               |